# Ivan Ivanji
Ivan Ivanji (Zrenjanin, Reino de Yugoslavia, 24 de enero de 1929-Weimar, Alemania, 9 de mayo de 2024) fue un escritor de novelas serbio.

## Biografía
Estuvo recluido en Auschwitz y Buchenwald durante 1944 y 1945. Fue Secretario General de la Unión de Escritores Yugoslavos, de 1982 a 1988. Su libro más reciente es un relato ficticio de sus experiencias anteriores a la Segunda Guerra Mundial en la ciudad de Zrenjanin (Betschkerek) en el Banato. Ivanji ha traducido sus propias obras del serbio al alemán. Nacido en 1929 en Zrenjanin, Serbia, ahora vive en Viena y Belgrado. 
En 2017, firmó la Declaración sobre el idioma común de los croatas, serbios, bosnios y montenegrinos.
En abril de 2020, fue nombrado ciudadano honorario de Weimar.

## Obras de ficción
- Dioklecijan. Belgrado 1973, Berlín Oriental 1976; Múnich 1978, ISBN 3-471-77834-9
- Smrt za Zmajevoj steni. 1982. Dorsten 1984, ISBN 3-924593-02-7
- Konstantin. Belgrado 1988, Editorial Volk und Welt, Berlín 1988, ISBN 3-353-00326-6
- Schattenspringen. Viena 1993, ISBN 3-85452-251-7
- Ein ungarischer Herbst, Viena 1995, ISBN 3-85452-280-0
- Barbarossas Jude,  Viena 1996, ISBN 3-85452-299-1
- Der Aschenmensch von Buchenwald. Viena 1999, ISBN 3-85452-429-3
- Die Tänzerin und der Krieg. Vienna 2002, ISBN 3-85452-456-0  Título en serbocroata: Balerina i rat, 2003
- Geister aus einer kleinen Stadt, Viena 2008, ISBN 978-3-85452-633-9

## Premios
- Cruz austríaca 2011 de la ciencia y el arte, en grado de primera clase extraordinaria